# Nokia Arena

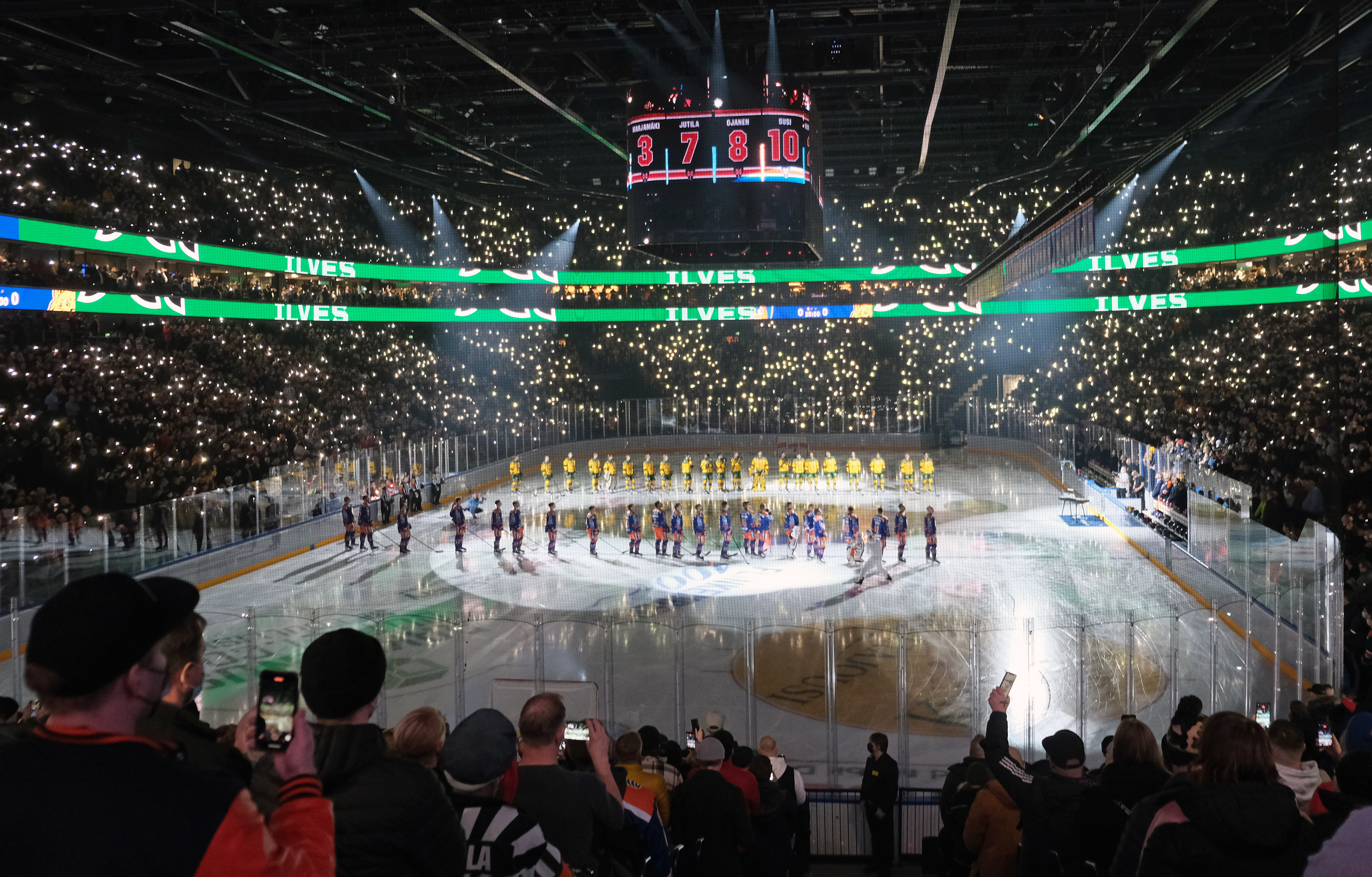
Ishockeymatch inne på arenan.

Nokia Arena, också Tampereen Kannen Areena eller Tammerfors allaktivitetsarenan, är en inomhusanläggning i Tammerfors i Finland, som främst används för ishockey och konserter. Nokia Arena byggdes inför VM i ishockey 2022 och fick sitt namn efter telekommunikationsföretaget Nokia i november 2021 efter att en kortare tid planerats att heta Tampere Central Arena UROS LIVE. Den är belägen i Tammerfors centrum söder om järnvägsstationen, ovanför bangården. Arenan invigdes officiellt den 3 december 2021. Tappara och Ilves spelar sina hemmamatcher i arenan och publikkapaciteten är 13 455. För konserter är publikkapaciteten 14 000–15 000, beroende på scenens storlek.